# Sébrazac
 Sébrazac  (en occitano Sebrasac) es una población y comuna francesa, situada en la región de Mediodía-Pirineos, departamento de Aveyron, en el distrito de Rodez y cantón de Estaing.

## Demografía
| 573 | 521 | 453 | 466 | 476 | 482 |
| Para los censos de 1962 a 1999 la población legal corresponde a la población sin duplicidades (Fuente: INSEE [Consultar]) |     |     |     |     |     |